# Anserini
« Vraies » oies
Ne pas confondre avec l'ansérine.
Tribu
Anserini est une tribu d'oiseaux ansériformes de la famille des Anatidae. Elle comprend la plupart des espèces d'oies et les bernaches.

## Taxinomie
Cette tribu a été décrite en 1760 par le zoologiste français Mathurin Jacques Brisson (1723-1806).

### Liste des genres et espèces actuelles
Les trois genres qui sont généralement compris dans cette tribu ont pour espèces actuelles selon la version 5.2 du Congrès ornithologique international et Alan P. Peterson :
- Genre Anser Brisson, 1760
  - Anser cygnoides (Linnaeus, 1758) – l'Oie cygnoïde
  - Anser fabalis (Latham, 1787) – l'Oie des moissons
  - Anser serrirostris Gould, 1852 – l'Oie de la toundra
  - Anser brachyrhynchus Baillon, 1834 – l'Oie à bec court
  - Anser anser (Linnaeus, 1758) – l'Oie cendrée
  - Anser albifrons (Scopoli, 1769) – l'Oie rieuse
  - Anser erythropus (Linnaeus, 1758) – l'Oie naine
  - Anser indicus (Latham, 1790) – l'Oie à tête barrée
- Genre Chen Boie, 1822
  - Chen caerulescens (Linnaeus, 1758) – l'Oie des neiges
  - Chen rossii (Cassin, 1861) – l'Oie de Ross
  - Chen canagica (Sevastianov, 1802) – l'Oie empereur
- Genre Branta (Scopoli, 1769)
  - Branta canadensis (Linnaeus, 1758) – la Bernache du Canada
  - Branta hutchinsii (Richardson, 1832) – la Bernache de Hutchins
  - Branta sandvicensis (Vigors, 1834) – la Bernache néné
  - Branta bernicla (Linnaeus, 1758) – la Bernache cravant
  - Branta leucopsis (Bechstein, 1803) – la Bernache nonnette
  - Branta ruficollis (Pallas, 1769) – la Bernache à cou roux

### Référence taxinomique
- (en) Paleobiology Database : Anserini (consulté le 13 décembre 2015).